# CH Sevilla
CH Sevilla (Club Hielo Sevilla) je klub ledních sportů založený v dubnu 1976 ve španělské Seville a pokračoval ve své činnosti až do dubna 1978. Primárními sporty podporovanými CH Sevilla byly lední hokej a krasobruslení, klub také udržoval jiné, jako je judo, jízda na koni a závody motokár. CH Sevilla byl prvním ledním klubem v Andalusii, který poskytoval sportovní licence krasobruslařům a hráčům ledního hokeje.
Sportovní aktivity byly rozvíjeny na prvním stálém andaluském kluzišti s regulačními rozměry a známém pod názvem „HIELOTRON“. Tato sportovní aréna byla považována za futuristickou, velkolepou budovu a v roce 1975 získala národní cenu za architekturu.
Hokejový tým se účastnil španělských oficiálních soutěží nejvyšší úrovně v seniorské Liga Nacional de Hockey Hielo a juniorské kategorii. Krasobruslaři se zúčastnili mistrovství Španělska v roce 1978.
Dne 23. února 1978 bouře se silným větrem zničila kryt sportovní haly a způsobila velké škody na budově, přesto nedošlo ke zranění osob. Členové klubu zajistili provizorní opravy, které umožnily pokračování sportovních aktivit na ledě venku. Dočasné opravy byly krátkodobé, protože bylo nepraktické udržovat zařízení otevřené po měsíci dubnu bez zastřešení. Nebyly k dispozici finanční prostředky na provedení nezbytných trvalých oprav a zařízení bylo uzavřeno, čímž byla zastavena činnost ledního klubu. Zařízení bylo v dobrém stavu, s výjimkou střechy, žádná jiná soukromá ani veřejná organizace neměla ale zájem o údržbu sportovního zařízení.

## Historie
První členové seniorského hokejového týmu pocházeli převážně ze sevilských týmů kolečkového hokeje. Někteří další hráči také pocházeli z jiných španělských hokejových týmů, kteří přišli do Sevilly bydlet kvůli práci nebo škole. Zbytek hráčů byli mladí Sevilliani, kteří začali s ledním hokejem lokálně.
Po veřejném otevření ledové plochy si lední hokejisté z USA, kteří sloužili na námořní základně Rota (Cádiz), začali pronajímat ledovou plochu k trénování a hraní neoficiálních zápasů. Tým vedli kapitán Mike Westrick a Asst. kapitán John Roche. Několik z těchto hráčů končí ve španělské National Hockey League. Byl vytvořen tým s názvem „Rota Flying Wings“, který hrál zápasy proti CH Seville. Každou sobotu v létě se oba týmy utkaly v zápasech, které pokračovaly až do začátku Národní ligy.
Ledová plocha byla otevřena, nepřetržitě po celé horké sevilské léto bez problémů s ledem. Jako projev vlastenectví si americký tým „Rota Flying Wings“ nasadil na své dresy malou vlajku USA, což vyvolalo dobrosrdečnou mezinárodní rivalitu. Hráči využívali zápasy k tréninku a zlepšování dovedností a také ke zvýšení povědomí o hokeji v okolí. Zápasy také pomohly připravit tým CH Sevilla na brzký start Národní ligy.
První oficiální zápas andaluského hokejového týmu se odehrál 5. prosince 1976 v Barceloně, když CH Sevilla hrál jako hostující tým proti CH Barcelona-Catalonia. První oficiální hokejový zápas v Andalusii za účasti andaluského týmu se odehrál 12. prosince 1976 proti CH Casco Viejo Bilbao. Tento zápas však nebyl prvním oficiálním hokejovým zápasem konaným v Andalusii, protože krátce po veřejném otevření zimního stadionu se v Seville konala závěrečná fáze Copa Rey de Hockey sobre hielo. První zápas se konal v Seville 25. května 1976 mezi FC Barcelona a CHH Txuri Urdin ze San Sebastianu.  FC Barcelona vyhrála s CH Casco Viejo Bilbao 7:6 finále šampionátu, které se konalo 27. května a které vysílala TVE.
CH Sevilla ve své první sezóně vyhrála 5 zápasů (CH Jaca 5:4, CH Barcelona-Catalonia 7:4, CH Portugalete 4:3, CHH Txuri Urdin 5:0 kont. a v Puigcerda 5:2) ze 16.
CH Sevilla ve druhé sezóně Superliga Española de Hockey Hielo 1977/1978, vyhrála doma s CH Las Palmas, ale potom odstoupila ze soutěže.
CH Sevilla dokázala vytvořit čtyři mládežnické týmy, které hrály v místních soutěžích, což prokázalo schopnost klubu vychovat novou generaci sportovců před tím, než byl areál ledních sportů uzavřen.

## Hráči
Sestava Sevilla Hockey Club mimo jiné: Cebrián, Aragón, Martínez, Silvestre, Ojeda, Kirwood (USA), Rodri, Gómez, García, Guti, Jordi, Henry, Franco, Guerra, Alonso, López, Jordi Cebrián, Ramos, Riaño a Prudencio.